# Снежана Јаковљевић
Снежана Јаковљевић, новинарка из Крушевца је списатељица, феминисткиња и антиратна активисткиња, председница Удружења жена "Пешчаник". Дипломирала је новинарство на Факултету политичких наука у Београду 1984. године а масер је завршила на London Metropolitan University.

## Протест у Крушевцу маја 1999. године
Године 1999. НАТО снаге су бомбардовале Србију и буктео је рат на Косову. У Расинском округу су спровођене мобилизације и по незваничним информацијама између шест и десет хиљада људи из крушевачког краја је послато на Косово. Вести о стању војске на Косову су долазиле углавном од страних медија који су преносили приче и слике са ратишта. Војници су слали узнемирујућа писма својим породицама. Многи су дезертирали у пуној ратној опреми, њих између 1000 и 1500.
16. маја 1999. године, испред Команде Војног одсека у Крушевцу, спонтано се окупило педесетак људи захтевајући од надлежних да апелују да се рат заврши. Снежана Јаковљевић се придружила протесту иако нико њен није био мобилисан. Већину присутних на протесту су чиниле жене које је примио генерал Павковић. У наредним данима се окупљало све више људи око којих се стварао кордон полиције. Полиција је приводила протестанте на информативне разговоре. Окупљени су захтевали и одговор на питање дезертерсва. Генерал Павковић им је рекао да ће дезертери бити демобилисани и да неће бити хапшени, што је и испуњено. Ипак, стигли су им нови позиви за мобилизацију.
Протести у Крушевцу су били усмерени и кад ратој политици владајућег режима Слободана Милошевића са слоганима "Вратите нам децу", "Бандо црвена", Доле режим", "Пошаљите своју децу, а не нашу".
Након десетак дана протест се завршио. Са територије крушевачке општине током рата на Косову и НАТО бомбардовања погинуло је 56 припадника Војске Југославије и МУП-а.
2000. године, годину дана након завршетка протеста у Крушевцу, Снежана Јаковљевић не написала репортажу "Како је Крушевац од црвеног постао издајнички град" у којој описује атмосферу међу грађанима и догађаје који су пратили протест.
Сећање на овај протест је потиснуто из политичког дискурса. Удружење жена "Пешчаник" и Мрежа жена у црном су подносила захтеве градским властима иницијативу да се 25 мај прогласи за Дан сећања на побуну против присилне мобилизације у Крушевцу и Расинком округу. Ова иницијатива је допуњена захтевом да се Трг косовских јунака преименује у Трг храбрих мајки Расинког округа. Званичан одговор никада није стигао. 

## Удружење жена "Пешчаник"
Почетком 2000 годиине основана је женска невладина организација "Пешчаник" чија је председница Снежана Јаковљевић. Кроз пројекте, удружење ради на оснаживању жена, заштити жена и деце од насиља, заговарању родне равноправности, органзовању и повезивање жена у Расинском округу као и на помирењу у региону.
Удружење "Пешчаник" је основало у Расинском огругу први СОС телефон и Правно саветовалиште за злостављане жене и децу.
Удружење такође ставља фокус и на оснаживању младих жена кроз радионице у средњим школама о родној равноправности и насиљу у партнерским везама.
Удружење "Пешчаник" је до мреже Жене у црном и Мреже жена против насиља према женама. Више од две деценије сарађују са Фондацијом за мир и родну равноправност Kvinna till Kvinna.

## Објављени романи
- Ева од кавеза (Просвета, 1995)
- Ипал (Просвета, 1997)
- Ен, ден, дину (Филип Вишњић, 2000)
- Најбоља од 10 у бару, збирка кратких прича, (Стубови културе, 2001.)